# Power Up Tour
Die Power Up Tour (offiziell PWR/UP Tour) ist eine Konzerttour der australischen Band AC/DC, welche am 17. Mai 2024 in Gelsenkirchen begann und für 2024 am 17. August 2024 in Dublin endete. Die Tour wird 2025 weitergeführt in 13 Städten in den USA und anschließend im Sommer 2025 in Europa. Namensgebend für die Tour ist das Album Power Up, welches 2020 erschien.

## Geschichte
Die vorherige AC/DC-Tour („Rock or Bust World Tour“) begann im Mai 2015. Bassist Cliff Williams kündigte an, die Band nach der Tour verlassen und in den Ruhestand gehen zu wollen. Im Anschluss an die Tour begab sich die Band in eine Schaffenspause.
Am 7. Oktober 2020 kündigte die Band ihr nächsten Studioalbum „Power Up“ an. Die Veröffentlichung erfolgte am 13. November; die erste Single war „Shot in the Dark“. Die zum Album gehörende Tour wurde am 12. Februar 2024 angekündigt, wobei der ehemalige Jane’s-Addiction-Bassist Chris Chaney Williams ersetzt. Die US-amerikanische Band The Pretty Reckless wurde als Vorgruppe für den europäischen Abschnitt der Tour bekanntgegeben.
Zusammen mit der Ankündigung der Tour wurde auch der Ticketprozess veröffentlicht, welcher keinen öffentlichen Ticketverkauf beinhaltet, sondern nur für vorab registrierte Interessenten zur Verfügung stand. Der Vorverkauf fand am 16. Februar 2024 und am 20. Februar 2024 (nur für Sevilla) statt. Die meisten Termine waren innerhalb kurzer Zeit ausverkauft. Berichten zufolge kam es beim Buchungsprozess zu verschiedenen Probleme, sodass es beispielsweise für die Show in Dublin zu langen Wartezeiten kam. Im März 2024 gab die Touragentur bekannt, dass binnen eines Tages 1,5 Millionen Tickets für die Tour verkauft worden seien.

## Setlist
Folgende Songs wurden bei der Tourpremiere am 17. Mai 2024 in Gelsenkirchen gespielt:
1. If You Want Blood You’ve Got It
2. Back in Black
3. Demon Fire
4. Shot Down in Flames
5. Thunderstruck
6. Have a Drink on Me
7. Hells Bells
8. Shot in the Dark
9. Stiff Upper Lip
10. You Shook Me All Night Long
11. Rock ’n’ Roll Train
12. Shoot to Thrill
13. Sin City
14. Give the Dog a Bone
15. Dirty Deeds Done Dirt Cheap
16. Dog Eat Dog
17. High Voltage
18. Hell Ain’t a Bad Place to Be
19. Riff Raff
20. Highway to Hell
21. Whole Lotta Rosie
22. Let There Be Rock

Zugabe
1. T.N.T.
2. For Those About to Rock (We Salute You)

## Tourtermine
| Datum           | Stadt                  | Veranstaltungsort             | Vorgruppe           |
| --------------- | ---------------------- | ----------------------------- | ------------------- |
| 17. Mai 2024    | Gelsenkirchen          | Veltins-Arena                 | The Pretty Reckless |
| 21. Mai 2024    | Gelsenkirchen          | Veltins-Arena                 | The Pretty Reckless |
| 25. Mai 2024    | Reggio Emilia          | RCF Arena                     | The Pretty Reckless |
| 29. Mai 2024    | Sevilla                | Estadio de La Cartuja         | The Pretty Reckless |
| 1. Juni 2024    | Sevilla                | Estadio de La Cartuja         | The Pretty Reckless |
| 5. Juni 2024    | Amsterdam              | Johan-Cruyff-Arena            | The Pretty Reckless |
| 9. Juni 2024    | München                | Olympiastadion                | The Pretty Reckless |
| 12. Juni 2024   | München                | Olympiastadion                | The Pretty Reckless |
| 16. Juni 2024   | Dresden                | Ostragehege                   | The Pretty Reckless |
| 19. Juni 2024   | Dresden                | Ostragehege                   | The Pretty Reckless |
| 23. Juni 2024   | Wien                   | Ernst-Happel-Stadion          | The Pretty Reckless |
| 26. Juni 2024   | Wien                   | Ernst-Happel-Stadion          | The Pretty Reckless |
| 29. Juni 2024   | Zürich                 | Letzigrund                    | The Pretty Reckless |
| 3. Juli 2024    | London                 | Wembley-Stadion               | The Pretty Reckless |
| 7. Juli 2024    | London                 | Wembley-Stadion               | The Pretty Reckless |
| 13. Juli 2024   | Hockenheim             | Hockenheimring                | The Pretty Reckless |
| 17. Juli 2024   | Stuttgart              | Cannstatter Wasen             | The Pretty Reckless |
| 21. Juli 2024   | Bratislava             | Flugplatz Vajnory             | The Pretty Reckless |
| 27. Juli 2024   | Nürnberg               | Zeppelinfeld                  | The Pretty Reckless |
| 31. Juli 2024   | Hannover               | Messegelände                  | The Pretty Reckless |
| 4. August 2024  | Hannover               | Messegelände                  | The Pretty Reckless |
| 9. August 2024  | Dessel                 | Festivalpark Stenehei         | The Pretty Reckless |
| 13. August 2024 | Paris                  | Hippodrome de Longchamp       | The Pretty Reckless |
| 17. August 2024 | Dublin                 | Croke Park                    | The Pretty Reckless |
| 10. April 2025  | Minneapolis            | U.S. Bank Stadium             | The Pretty Reckless |
| 14. April 2025  | Arlington (Texas)      | AT&T Stadium                  | The Pretty Reckless |
| 18. April 2025  | Pasadena (Kalifornien) | Rose Bowl Stadium             | The Pretty Reckless |
| 22. April 2025  | Vancouver              | BC Place                      | The Pretty Reckless |
| 26. April 2025  | Paradise (Nevada)      | Allegiant Stadium             | The Pretty Reckless |
| 30. April 2025  | Detroit                | Ford Field                    | The Pretty Reckless |
| 4. Mai 2025     | Foxborough             | Gillette Stadium              | The Pretty Reckless |
| 8. Mai 2025     | Pittsburgh             | Acrisure Stadium              | The Pretty Reckless |
| 12. Mai 2025    | Landover (Maryland)    | Northwest Stadium             | The Pretty Reckless |
| 16. Mai 2025    | Tampa                  | Raymond James Stadium         | The Pretty Reckless |
| 21. Mai 2025    | Nashville              | Nissan Stadium                | The Pretty Reckless |
| 24. Mai 2025    | Chicago                | Soldier Field                 | The Pretty Reckless |
| 28. Mai 2025    | Cleveland              | Huntington Bank Field         | The Pretty Reckless |
| 26. Juni 2025   | Prag                   | Flugplatz Prag-Letňany        | The Pretty Reckless |
| 30. Juni 2025   | Berlin                 | Olympiastadion                | The Pretty Reckless |
| 4. Juli 2025    | Warschau               | Nationalstadion Warschau      | The Pretty Reckless |
| 8. Juli 2025    | Düsseldorf             | Merkur Spiel-Arena            | The Pretty Reckless |
| 12. Juli 2025   | Madrid                 | Estadio Metropolitano         | The Pretty Reckless |
| 20. Juli 2025   | Imola                  | Autodromo Enzo e Dino Ferrari | The Pretty Reckless |
| 24. Juli 2025   | Tallinn                | Song Festival Grounds         | The Pretty Reckless |
| 28. Juli 2025   | Göteborg               | Ullevi                        | The Pretty Reckless |
| 5. August 2025  | Oslo                   | Bjerke Travbane               | The Pretty Reckless |
| 9. August 2025  | Saint-Denis            | Stade de France               | The Pretty Reckless |
| 17. August 2025 | Karlsruhe              | Messe Karlsruhe               | The Pretty Reckless |
| 21. August 2025 | Edinburgh              | Murrayfield Stadium           | The Pretty Reckless |